# Annette Aiello
Annette Aiello, nacida el 1 de mayo de 1941 (83 años), es una zoóloga, entomóloga botánica, y profesora norteamericana. Desarrolla actividades académicas en el "Instituto de Investigaciones Tropicales Smithsonian", en Balboa.
En 1972, obtuvo un B.A. en Biología, magna cum laude, en el Brooklyn College; en 1975, el M.A. en Biología, en la Harvard University, y en 1978, el Ph.D. en Biología, en la Harvard University, realizando la defensa de su tesis: "A Reexamination of Portlandia (Rubiaceae) and Associated Taxa", con la supervisión doctoral de Richard A. Howard.

## Algunas publicaciones
- heidi Connahs, annette Aiello, sunshine Van Bael, genoveva Rodriguez-Castaneda. 2011. Caterpillar abundance and parasitism in a seasonally dry versus wet tropical forest of Panama. Journal of Tropical Ecology 27(1): 51-58[4]

- jean paul Vigneron, priscilla Simonis, annette Aiello, annick Bay, donald m. Windsor, jean-francois Colomer, marie Rassart. 2010. Reverse color sequence in the diffraction of white light by the wing of the male butterfly Pierella luna (Nymphalidae: Satyrinae). Physical Review E 82(2): 021903

- milla Suutari, markus Majaneva, david p. Fewers, bryson Voirin, annette Aiello, thomas Friedl, adriano g. Chiarello, jaanika Blomster. 2010. Molecular evidence for a diverse green algal community growing in the hair of sloths and a specific association with Trichophilus welckeri (Chlorophyta, Ulvophyceae). BMC Evolutionary Biology 10: 86-98

- robert k. Robbins, annette Aiello, julie Feinstein, amy Berkov, astrid Caldas, robert c. Busby, marcelo Duarte. 2010. A tale of two species: detritivory, parapatry, and sexual dimorphism in Lamprospilus collucia and L. orcidia (Lycaenidae: Theclinae: Eumaeini). Journal of Research on the Lepidoptera 42(2003): 64-73

- emilio Guerrieri, martinus e. Huigens, catalina Estrada, jozef b. Woelke, marjolein De Rijk, nina e. Fatouros, annette Aiello, john s. Noyes. 2010. "Ooencyrtus marcelloi sp. nov. (Hymenoptera: Encyrtidae), an egg parasitoid of Heliconiini (Lepidoptera: Nymphalidae: Heliconiinae) on passion vines (Malpighiales: Passifloraceae) in Central America." Journal of Natural History 44(1-2):81-87

- j.e. Helson, t.l. Capson, t. Johns, d.m. Windsor, a. Aiello. 2009. Ecologically-guided bioprospecting: the use of aposematic insects as indicators of possible activity against diseases in tropical rain forest plants. Frontiers in Ecology and the Environment 2009; 7(3): 130-134

- donald Davis, diomedes Quintero A., roberto Cambra T., annette Aiello. 2008. "Biology of a new Panamanian bagworm moth (Lepidoptera: Psychidae) with predatory larvae, and eggs individually wrapped in setal cases. Annals of the Entomological Society of America 101(4): 689-702

- a. Aiello, keith Brown. 2007. Mimetismo por ilusión en una mariposa nocturna de vuelo diurno y de dimorfismo sexual, Dysschema jansonis (Lepidoptera: Arctiidae: Pericopinae), pp. 105-108 in egbert Giles Leigh, edward Allen Herre, jeremy b.c. Jackson, Fernando Santos Granero (eds). Ecología y Evolución en los Trópicos. Primera edición 2006. Panamá, Editora Nova Art, S.A.

- neil Davies, annette Aiello, james Mallet, andrew Pomiankowski, robert Elliot Silberglied. 2007. La especiación en dos mariposas neotropicales: extensión de la regla de Haldane, pp. 413-421 in egbert Giles Leigh, edward Allen Herre, jeremy b.c. Jackson, Fernando Santos Granero (eds). Ecología y Evolución en los Trópicos. Primera edición 2006. Panamá, Editora Nova Art, S.A.

- a. Aiello, f.v. Vencl. 2006. One plant, two herbivore strategies: Lema insularis (Chrysomelidae: Criocerinae) and Acorduloceridea compressicornis (Pergidae: Acordulocerinae) on Dioscorea mexicana (Dioscoreaceae), with observations on a Lema co-mimic. Journal of the New York Entomological Society 114 (3): 144-156

- annette Aiello. 2006. Adelpha erotia erotia form "lerna" (Nymphalidae): exploring a corner of the puzzle. Journal of the Lepidopterists' Society, 60 (4): 181-188

- annette Aiello. 2006. Arthropods of Tropical Forests: Spatio-temporal Dynamics and Resource Use in the Canopy, por yves Basset, vojtech Novotny, scott e. Miller, roger l. Kitching (eds). [Book Review]. European Journal of Entomology, 103:253-254

- annette Aiello, v. Becker. 2004. Display of the "peacock moth," Brenthia spp. (Choreutidae: Brenthiinae). Journal of the Lepidopterists' Society, 58 (1):55-58

- sunshine a. Van Bael, annette Aiello, anayansi Valderrama, enrique Medianero, mirna Samaniego, s. joseph Wright. 2004. General herbivore outbreak following an El Niño related drought in a lowland Panamanian forest. Journal of Tropical Ecology, 20(6):625 633

- jayne e. Yack, tiffany a. Timbers, william e. Conner, annette Aiello, frank c. Schroeder. 2004. Defensive flocculent emissions in a tiger moth, Homoeocera stictosoma (Arctiidae: Arctiinae). Journal of the Lepidopterists' Society, 58(3):173 177

- annette Aiello, a. Solis. 2003. Defense mechanisms in Pyralidae & Choreutidae: fecal stalactites and escape holes, with remarks about cocoons, camouflage and aposematism. Journal of the Lepidopterists' Society, 57(3):168 175

- kanchon Dasmahapatra, michael j. Blum, annette Aiello, stuart hackwell, neil Davies, eldridge p. Bermingham, james Mallet. 2002. Inferences from a rapidly moving hybrid zone. Evolution, 56(4): 741 753

- a.v. Freitas, k.s. Brown, jr., a. Aiello. 2001. Biology of Adelpha mythra feeding on Asteraceae, a novel plant family for the Neotropical Limenitidinae (Nymphalidae), and new data on Adelpha “Species-Group VII.” Journal of the Lepidopterists' Society, 54(3): 97 100

### Libros
- 2005. Aiello, Annette, Vicente Rodríguez Gracia, Vitor Osmar Becker, & Olga of Greece. 2005. Mariposas (Lepidoptera) de Bahía Honda e Isla de Canales de Tierra (Veraguas, Panamá). Moths and butterflies (Lepidoptera) from Bahía Honda and Canales de Tierra Island (Veraguas, Panama), pp. 493-570 (capítulo 9º). En: santiago Castroviejo, alicia Ibáñez (eds) Estudios sobre la biodiversidad de la región de Bahía Honda (Veraguas, Panamá). Studies on the Biodiversity of the Bahía Honda region (Veraguas, Panama). Biblioteca de Ciencias 20. Consejo Superior de Investigaciones Científicas. Instituto de España. Real Academia de Ciencias Exactas, Físicas y Naturales. Madrid. 835 pp.

- annette Aiello. 2001. Las orugas de Panamá, pp. 118 - 125. En: stanley Heckadon Moreno (ed.) Panamá: Puente Biológico: Las Charlas Smithsonian del Mes: 1996 1999. Instituto Smithsonian de Investigaciones Tropicales, Balboa, República de Panamá. xx + 233 pp. ISBN 9962 614 01 5

- diomedes Quintero, annette Aiello. 1992. Insects of Panama and Mesoamerica: selected studies. Oxford science publications. Edición ilustrada Oxford University Press. 692 pp. ISBN 0198540183

- annette Aiello. 1978. A re-examination of Portlandia (Rubiaceae) and associated taxa. Arnold Arboretum. Journal of the Arnold Arboretum 60 ( 1) Ed. Harvard University, 89 pp.
- La abreviatura «Aiello» se emplea para indicar a Annette Aiello como autoridad en la descripción y clasificación científica de los vegetales.[5]